# Rugao
Rugao (en chinois : 如皋 ; pinyin : Rúgāo) est une ville de la province du Jiangsu en Chine. C'est une ville-district placée sous la juridiction de la ville-préfecture de Nantong.

## Démographie
La population du district était de 1 267 066 habitants en 2010.